# Борислав Сарафанов
Борислав Сарафанов е български актьор.
Роден е в София на 16 юли 1982 г. С актьорство започва да се занимава през 1999 г., когато постъпва в студия „Бончо Урумов“ към театъра на читалище „Славянска беседа“.
През 2002 г. е приет в НАТФИЗ в класа на проф. Димитрина Гюрова. След завършването си през 2008 г. е назначен като актьор изпълнител в Драматично-куклен театър (Враца).
Някои от ролите му:
- Алберт в „Хоровод“ на Артур Шницлер,
- Писателят в „Да убиеш премиер“ на Емил Андреев,
- Франц Муса в „Същият този Барон Мюнхаузен“ на Григорий Горин,
- Радоица Михич в „Една Жена – Трима мъже“ на Петър Петрович – Пеция,
- Влюбеният в „Рейс“ на Станислав Стратиев,
- Ефрейтор/Юсуп/Коняр в „Кавказкият тебеширен кръг“ на Бертолт Брехт
- Альоша в „Съвсем проста история“[неработеща препратка] на Марина Ладо
- Себастиян в „Дванайсета нощ“ на Уилям Шекспир
- Васил Върбанов в „UNDERGRAUND“ на Христо Бойчев